# NGC 7790
NGC 7790  ist ein offener Sternhaufen vom Typ III2p im Sternbild Kassiopeia am Nordsternhimmel. Er ist rund 9600 Lichtjahre vom Sonnensystem entfernt, hat einen Durchmesser von etwa 14 Lichtjahren und ist ungefähr 55 Millionen Jahre alt.
Möglicherweise bildet er mit NGC 7788, der etwa ein Viertel Grad im Nordwesten liegt, einen Doppelsternhaufen.
Entdeckt wurde das Objekt am 16. Dezember 1788 von William Herschel.

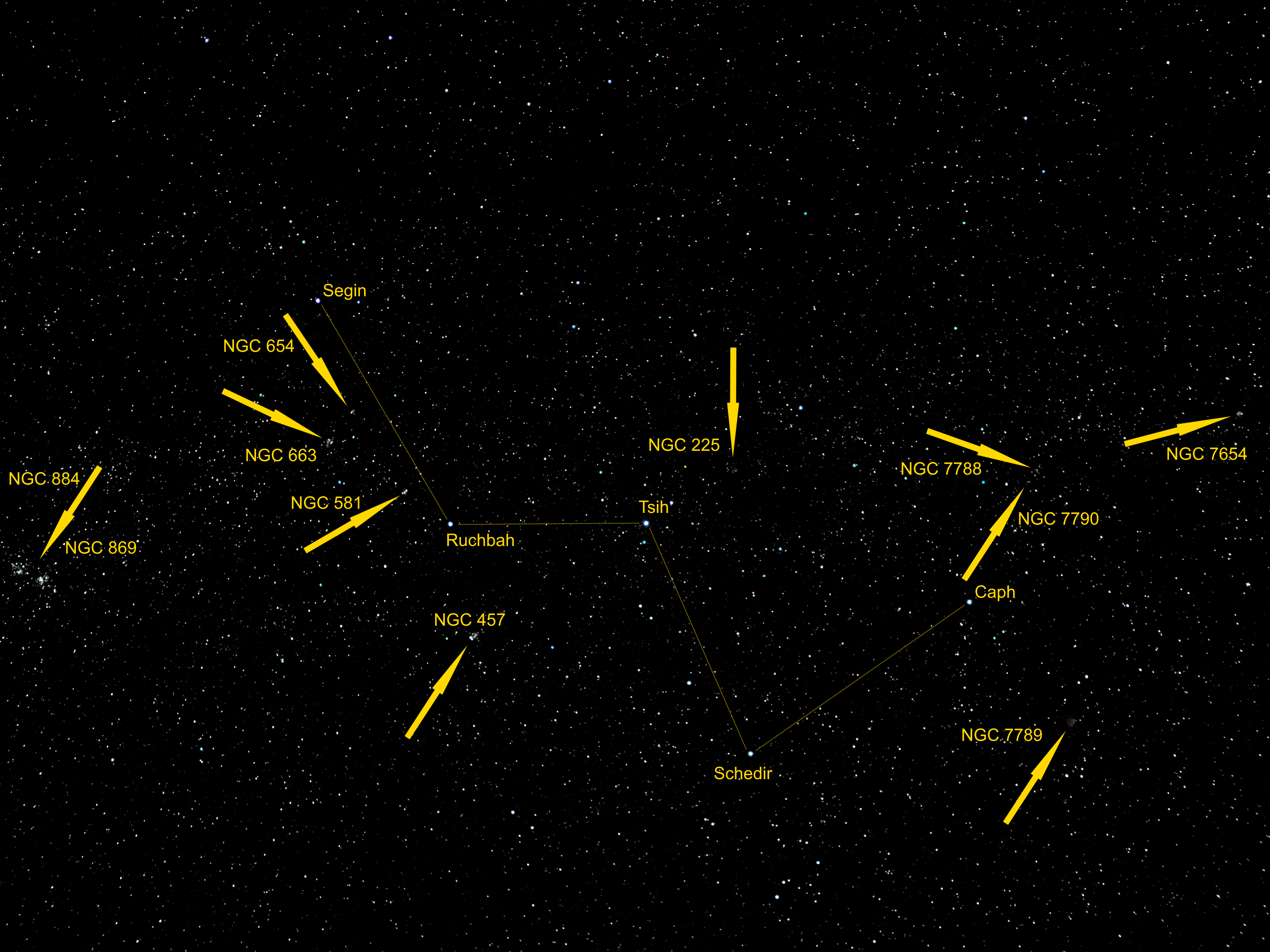
Das Sternbild Kassiopeia mit der Lage der Doppelsternhaufen χ Persei (NGC 884) und h Persei (NGC 869) sowie der Sternhaufen NGC 654, NGC 663, NGC 581, NGC 457, NGC 225, NGC 7788, NGC 7790, NGC 7789 und NGC 7654.